# Miquel Feixas de Jesús
Miquel Feixas (Barcelona, España, 4 de septiembre de 1997) es un jugador de fútbol sala español que juega de portero para el FC Barcelona de la Primera División de fútbol sala.

## Carrera deportiva
Feixas se forma en el fútbol base del Barça entre 2012 y 2018, años en los que juega en las categorías de Cadete y Juvenil (donde gana tres campeonatos de España). En la temporada 2016/17 gana la liga de Segunda División con el Barça Atlètic. Su debut con el primer equipo se dio el 18 de septiembre de 2015, a sus 18 años, cuando todavía era juvenil. 
Miquel Feixas se convierte en el tercer portero del primer equipo en las temporadas 2016/17 y 2017/18, para luego marchar al Industrias Santa Coloma.
En el verano de 2020, el Barça acomete su fichaje y Marc Feixas regresa a la que fuera su casa, pero esta vez con ficha del primer equipo. El acuerdo vincula al portero catalán con el barça hasta el 30 de junio de 2024, ampliable a una temporada más.
Hasta la fecha cabe destacar dos momentos en los que fue decisivo Miquel Feixas. El primero fue el 9 de marzo de 2024, cuando se disputaba en el Palau blaugrana el partido de liga entre el FC Barcelona y el Mallorca Palma futsal. El partido, sin goles, se encontraba dentro del último minuto y el equipo mallorquín (actual campeón de Europa) decidió sacar portero jugador para ir a por la victoria, pero tras un disparo del Palma, Miquel Feixas dio un toque al balón a modo bloqueo, y después de que botara en la pista, le propinó una volea espectacular con su pierna izquierda, y el balón entró en la escuadra tras dar en el larguero. Este gol sería el único del encuentro, y además de dar la victoria al equipo culé, hacía que retomará el liderato de la liga. La segunda actuación destacada del portero catalán se produjo en la final de la Copa de España 2024, donde realizó una parada decisiva en la tanda de penaltis, que junto con la posterior transformación del penalti lanzado por Catela, hicieron que el F.C.Barcelona levantara la copa de campeón. Está copa se ganó contra todo pronóstico desde que empezó, debido a la cantidad de bajas que tenía el equipo culé.
En el panorama internacional, Feixas es internacional en categorías Sub-18 y Sub-21.

## Clubes
| Categorías inferiores FC Barcelona      |
| 18/19 - 19/20 - Industrias Santa Coloma |
| 20/21 - 23/24 - FC Barcelona            |

## Palmarés
| Club         | Título/reconocimiento |
| ------------ | --- |
| FC Barcelona | 1X UEFA Champions League (21-22) 3X Ligas de España (2020-21, 2021-22, 2022-23) 1X Copa del Rey (2023) 2X Copa de España (2022, 2024) 2X Supercopa de España (2022, 2023) 1X Copa de Cataluña (2022) |